# توللی‌ساری
تولْلی‌ساری (به فنلاندی: Tullisaari) یک منطقهٔ مسکونی در فنلاند است که در هلسینکی واقع شده‌است.